# Cá mập Greenland
Cá mập Greenland (danh pháp khoa học: Somniosus microcephalus), còn có tên Inuit là eqalussuaq, là một loài cá mập bản địa của các vùng nước Bắc Đại Tây Dương xung quanh Greenland và Iceland. Loài cá mập này sinh sống về phía bắc xa hơn bất kỳ loài cá mập nào khác. Chúng có mối quan hệ gần gũi với Somniosus pacificus. Đây là một trong những loài cá mập lớn nhất, kích thước có thể so sánh với cá mập trắng lớn. Cá mập Greenland lớn dài đến 6,4 m (21 ft) và 1.000 kg (2.200 lb), và có thể đạt chiều dài tối đa là 7,3 m (24 ft) và hơn 1.400 kg (3.100 lb). Cá mập Greenland là loài có xương sống sống lâu nhất thế giới, với tuổi thọ (392 ± 120 năm).

## Thức ăn
Loài cá mập này chủ yếu ăn cá. Con mồi đã được ghi nhận gồm cá mập nhỏ, cá đuối skate, cá chình, cá trích, cá trứng, cá hồi chấm Bắc Cực, cá tuyết, sculpin, anarhichas và cá bơn. Nó cũng săn hải cẩu. Cá mập Greenland bơi không nhanh, thường chỉ chầm chậm 0,76 mph (1,22 km/h) với tốc độ lớn nhất 1,6 mph (2,6 km/h). Đây là một trong những loài cá mập chậm nhất, tốc độ tối đa chỉ khoảng một nửa của hải cẩu thông thường. Vậy nên, việc cá mập Greenland săn hải cẩu như thế nào cho đến nay vẫn là một điều bí ẩn chưa được giải đáp.
Có lẽ cá mập Greenland phục kích hải cẩu khi chúng đang ngủ. Người ta cũng đã tìm thấy với các phần thịt còn lại của gấu Bắc Cực, ngựa, nai sừng tấm, và tuần lộc (trong một trường hợp là nguyên một con tuần lộc) trong dạ dày loài cá này. Cá mập Greenland được biết đến là một loài ăn xác thối, và bị thu hút bởi mùi thịt rữa trong nước. Chúng thường xuyên được quan sát tụ họp quanh những chiếc thuyền.
Loài cá mập này bị ký sinh trùng copepoda (Lớp Chân hàm) Ommatokoita elongata bám vào mắt.

## Tuổi thọ
Cá mập Greenland hiện là loài động vật có xương sống có tuổi thọ cao nhất được biết tới. Một cuộc nghiên cứu trên 28 mẫu vật định tuổi bằng cácbon-14 công bố năm 2016 cho biết mẫu vật già nhất mà họ đã thu thập có tuổi thọ 392 ± 120 năm (tối thiểu 272 và tối đa 512 tuổi). Các nhà nghiên cứu sau đó kết luận rằng chúng thành thục giới tính khi 150 tuổi.

## Trong ẩm thực
Thịt của cá mập Greenland có tính độc. Điều này là do sự hiện diện của độc tố oxide trimethylamine, trong đó, khi tiêu hóa, phá vỡ thành trimethylamine, tạo ra tác dụng trượt tuyết khi ăn thịt cá mập này không thể đứng lên do ngộ độc thần kinh. Tác dụng tương tự xảy ra liên quan đến loài cá mập ngủ Thái Bình Dương, nhưng chất độc không có trong hầu hết các loài cá mập khác có thịt thường được con người ăn tươi.
Tuy nhiên, thịt của cá mập Greenland có thể ăn được nếu được đun sôi trong nhiều lượt nước hoặc sấy khô hoặc lên men trong một vài tháng để sản xuất Kæstur Hákarl, thường viết tắt Hákarl. Truyền thống này được thực hiện bằng cách chôn cá mập trong lòng đất, khiến cho thịt trải qua một số chu kỳ cấp đông và tan băng. Nó được coi là một món đặc sản ở Iceland và Greenland.

## Trong văn hóa
Cá mập này không được coi là nguy hiểm cho con người, mặc dù có các truyền thuyết Inuit cho rằng loài cá này tấn công kayak.
Thịt độc cá mập Greenland có hàm lượng urea cao, đã làm xuất hiện truyền thuyết Inuit Skalugsuak, cá mập Greenland đầu tiên. Truyền thuyết nói rằng một người phụ nữ gội tóc của cô trong nước tiểu và sấy khô nó với một miếng vải. Miếng vải bị thổi vào đại dương để trở thành Skalugsuak.
Một truyền thuyết khác của Sedna, một cô gái bị cha mình cắt ngón tay khi dìm nước cô gái. Mỗi ngón tay được cho là đã trở thành một sinh vật biển, bao gồm cá mập Greenland.

## Nghiên cứu
Nhóm Giáo dục và Nghiên cứu Cá nhám và cá mập Greenland (GEERG) đã nghiên cứu cá mập Greenland tại Saguenay Fjord và cửa sông St. Lawrence từ năm 2001. Cá mập Greenland đã nhiều lần được ghi nhận (bắt hoặc dạt vào bờ) tại Saguenay ít nhất là từ 1888.